# Audi A3
Audi A3 — хетчбэк малого семейного класса, производимый концерном Audi с 1996 года. В 1996—2003 годах выпускалось первое поколение, с 2003 по 2012 — второе, c 2013 по 2020 — третье, а в 2020 появилось 4 поколение (8Y) популярного в Европе компактного автомобиля,  для российского  рынка автомобиль 4-го поколения   получил 1.4-литровый турбомотр на 150 сил в паре с 8-диапазонной АКПП и передним приводом.

## История
С наступлением 1990-х годов в компании Audi AG разрабатывают абсолютно новую маркетинговую стратегию. Начинаются глобальные перемены буквально во всех процессах, меняется вся структура и политика, дизайнерские решения от логотипа до шрифтов. В первую очередь на предприятии решили возобновить свернутый в 1978 году В-класс Audi 50 (Typ 86) в 1996 г. под маркой Audi A3 (8L) с более мощным мотором, в тот же период автомобили новой эволюции сменили названия с Audi 80 на новую маркировку Audi A4 (B5) 1994 г. , далее модель Audi 100 получило значение Audi A6 (C4) в 1994 году. Многие ошибочно приписывают Audi A1 прямым преемником модели Audi 50 из за его классификации супермини, но следует напомнить что Audi A3 8L (3-дв версия) первоначально разрабатывался как В-класс супермини конкурируя с Citroen Saxo, Opel Corsa B, Fiat Punto - 1990—1999 годов. С появлением модели А3 (8Р) он переходит в лигу повыше С-класс, в то время когда Audi A1 появился в 2010 году, и занимает В-класс. 

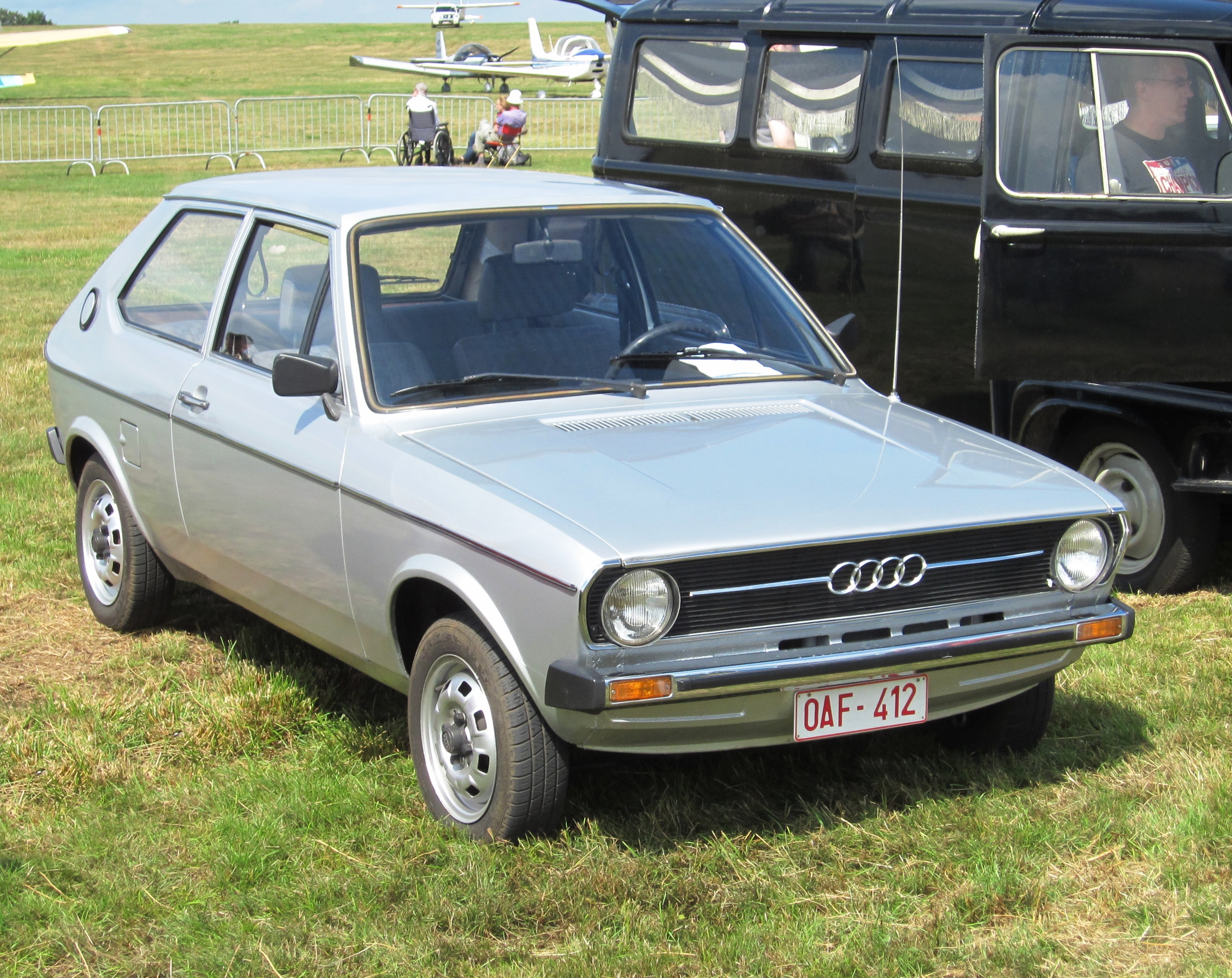
Audi 50
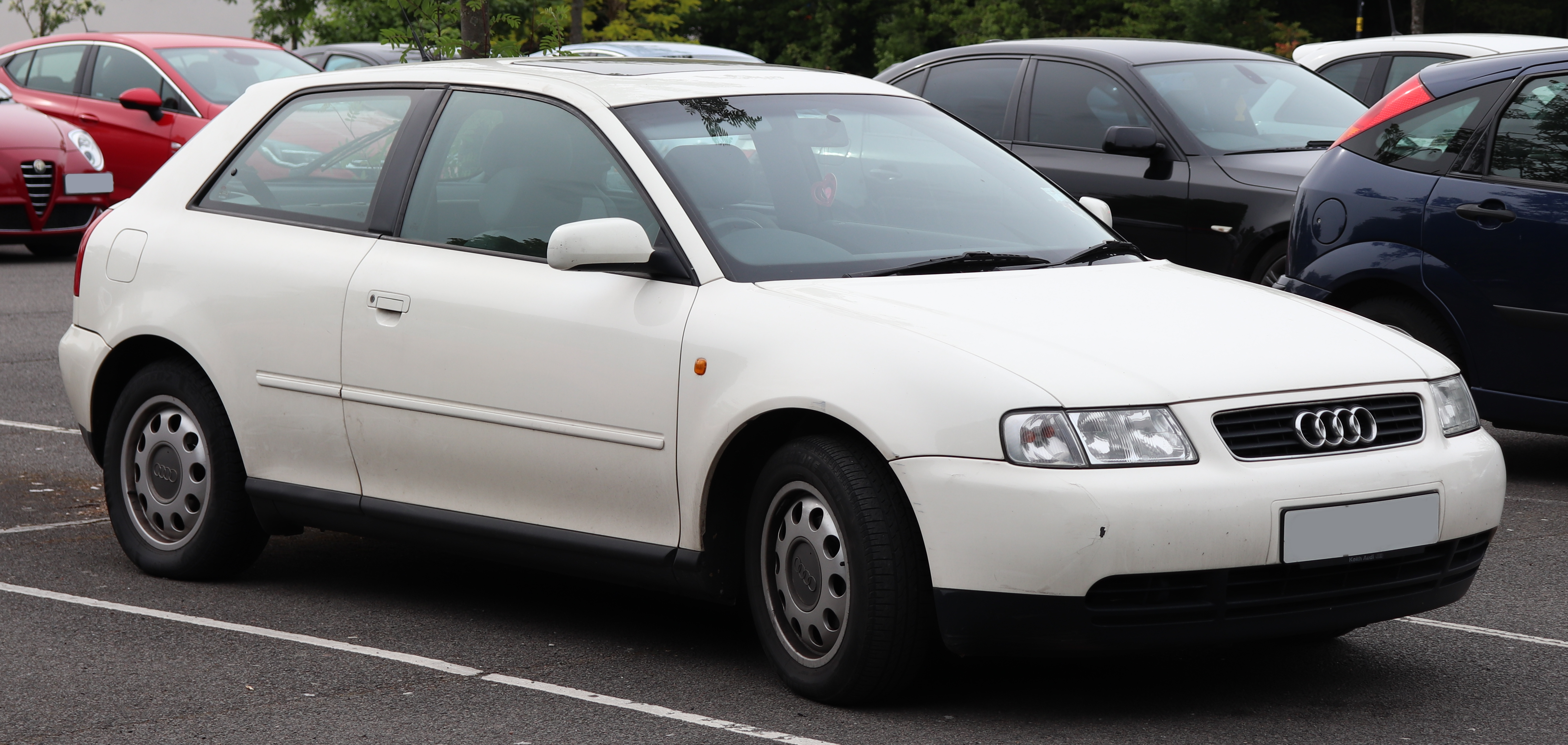
Audi A3 8L

## Первое поколение
В 2000 году модель пережила рестайлинг. В 2003 году вышло новое поколение A3, однако производство старой модели в Бразилии продолжалось вплоть до 2006 года.

### Безопасность
Автомобиль прошел тест Euro NCAP в 1998 году:
| Euro NCAP                               | Euro NCAP | Euro NCAP | Euro NCAP |
| --------------------------------------- | --------- | --------- | --------- |
| Рейтинги                                | Пассажир  |           | 25        |
| Рейтинги                                | Пешеход   |           | 12        |
| Протестированная модель: Audi A3 (1998) |           |           |           |

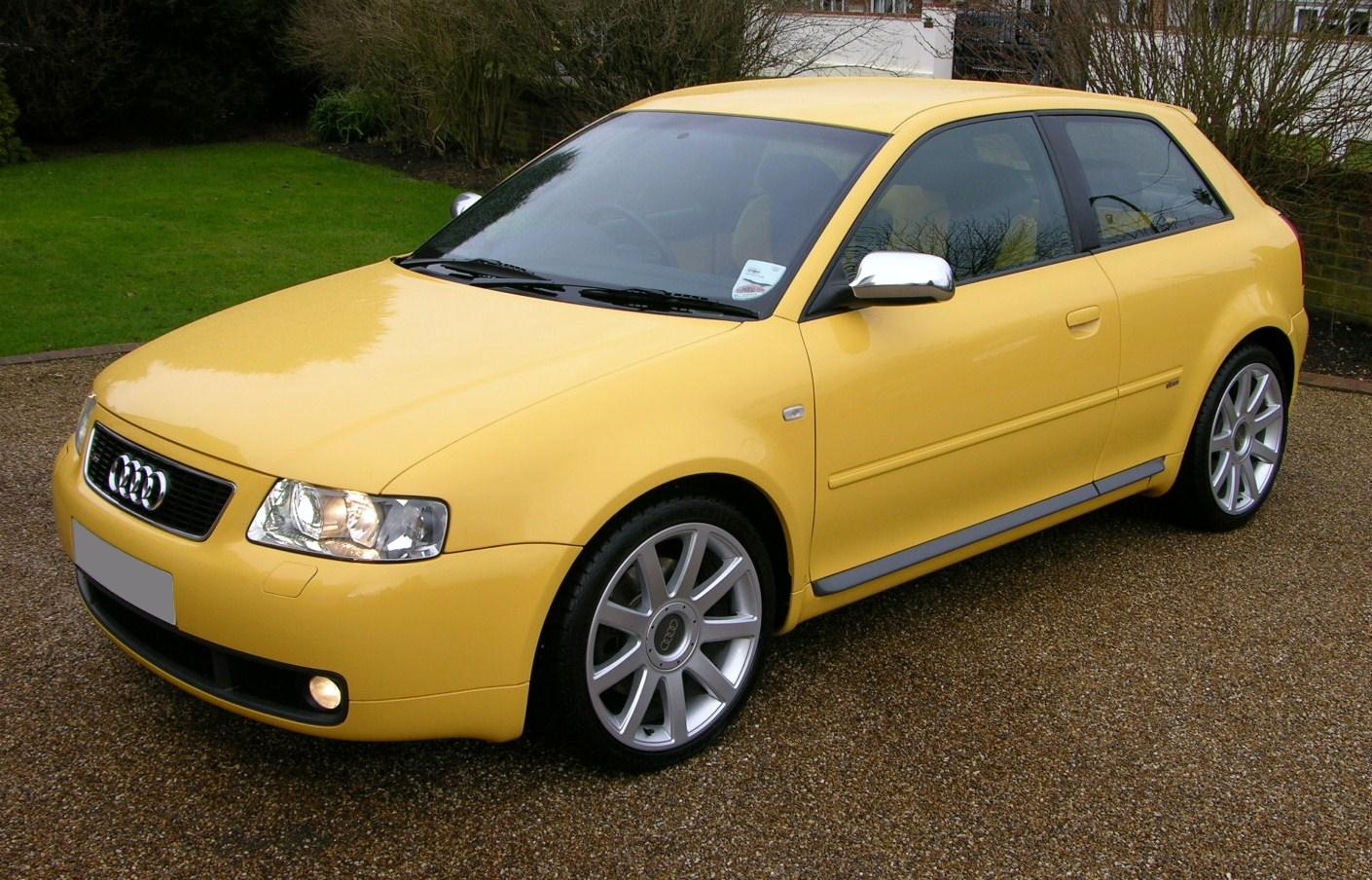
Audi S3 2002
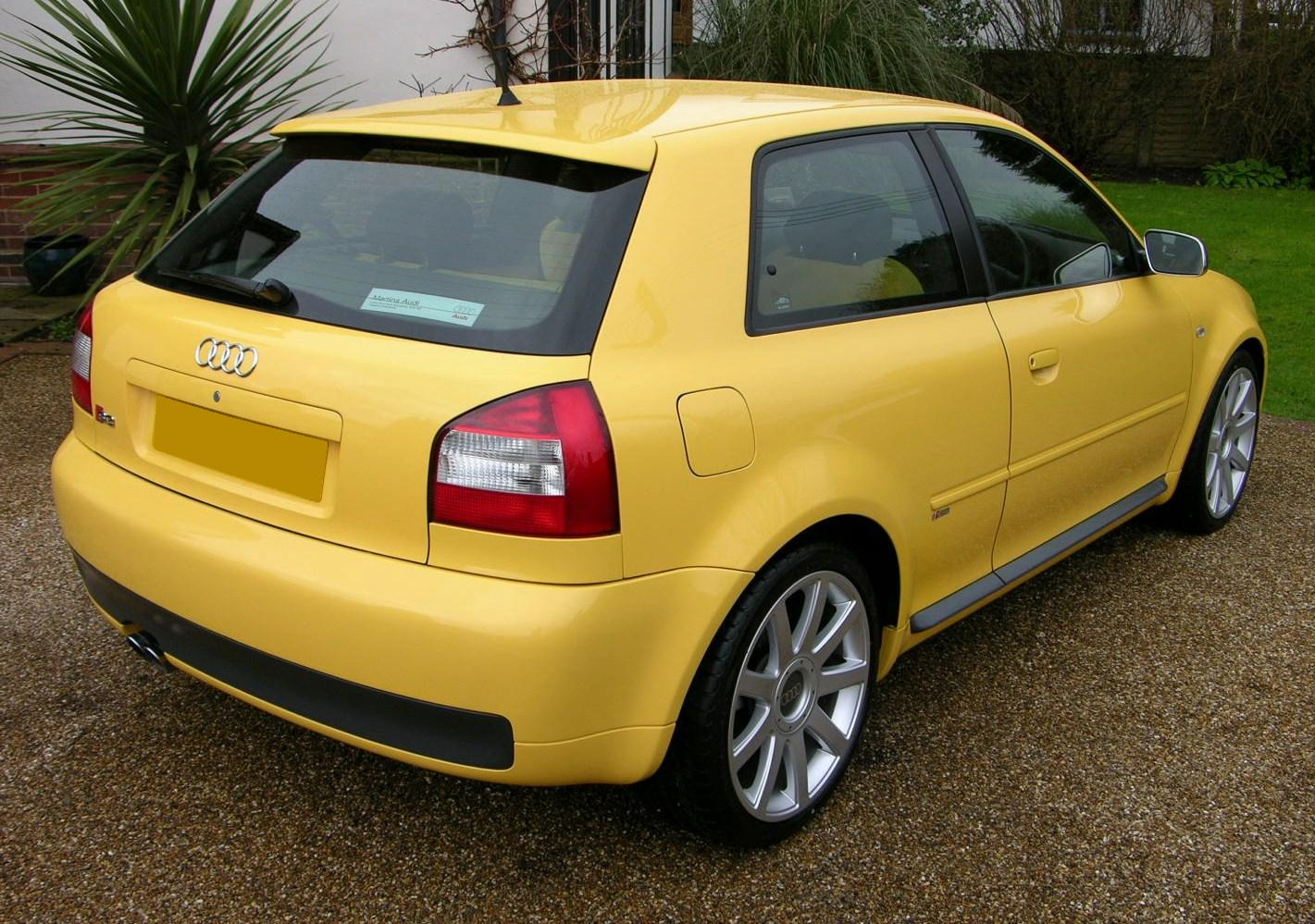
Audi S3 2002
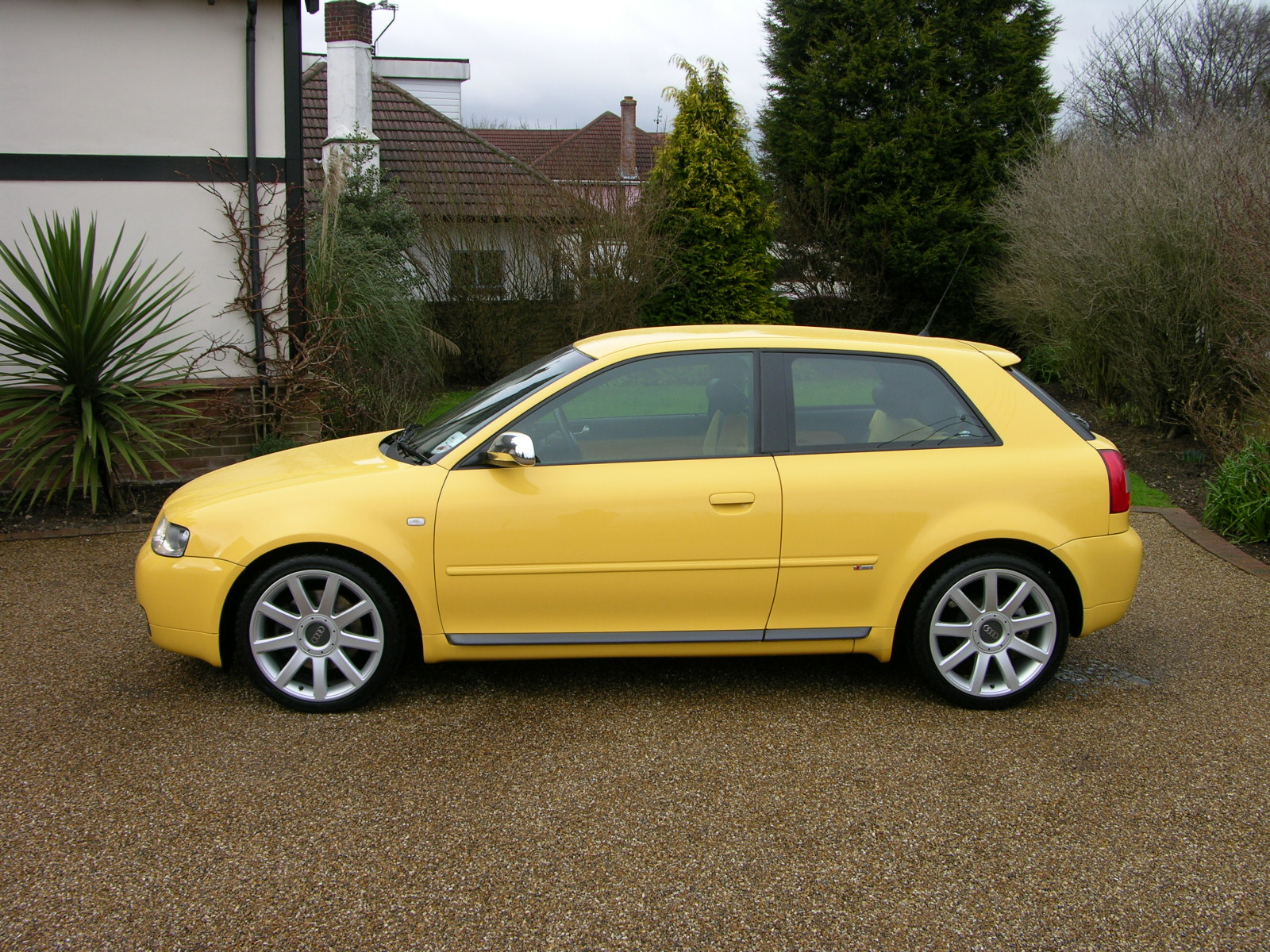
Audi S3 2002
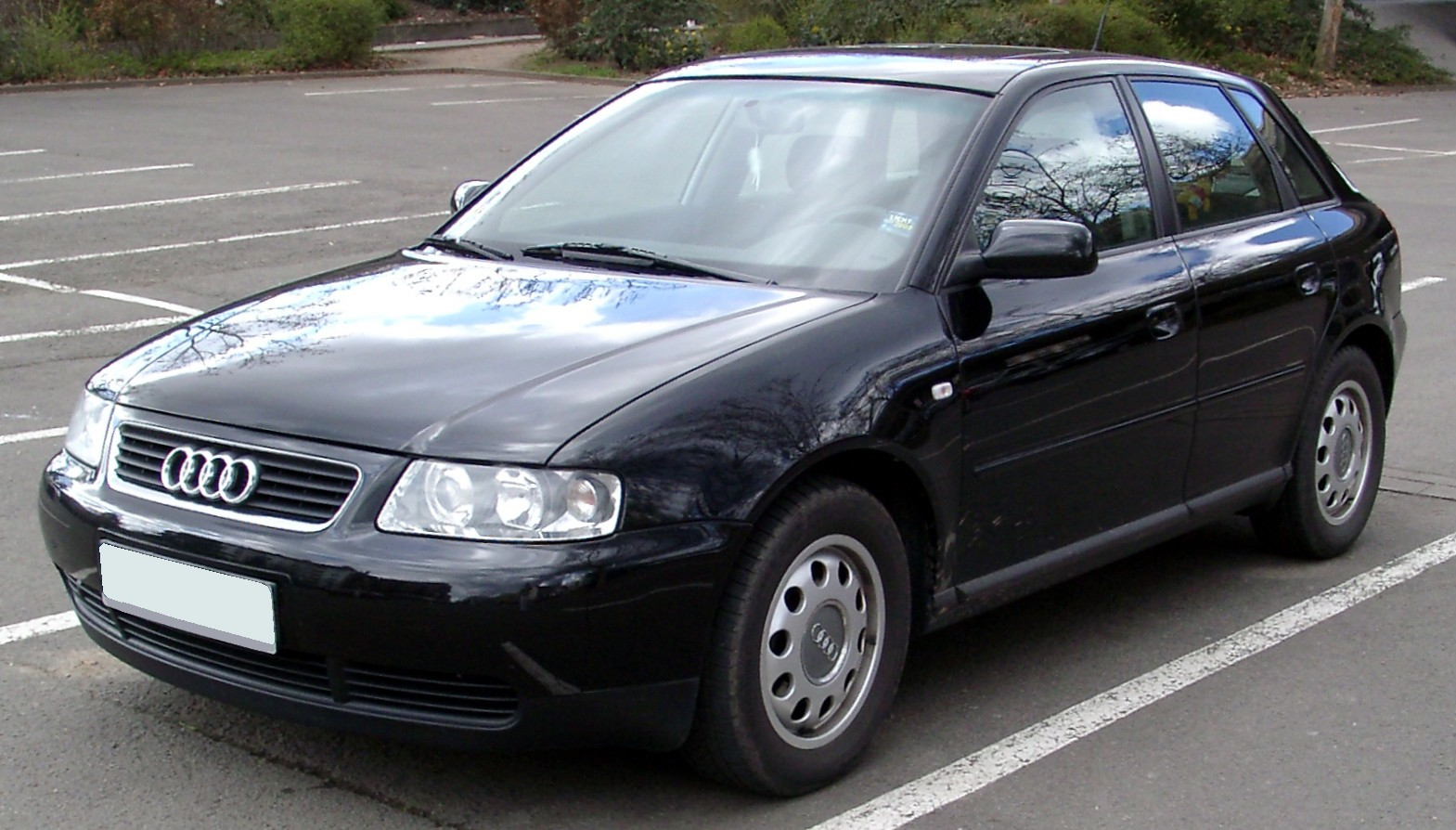
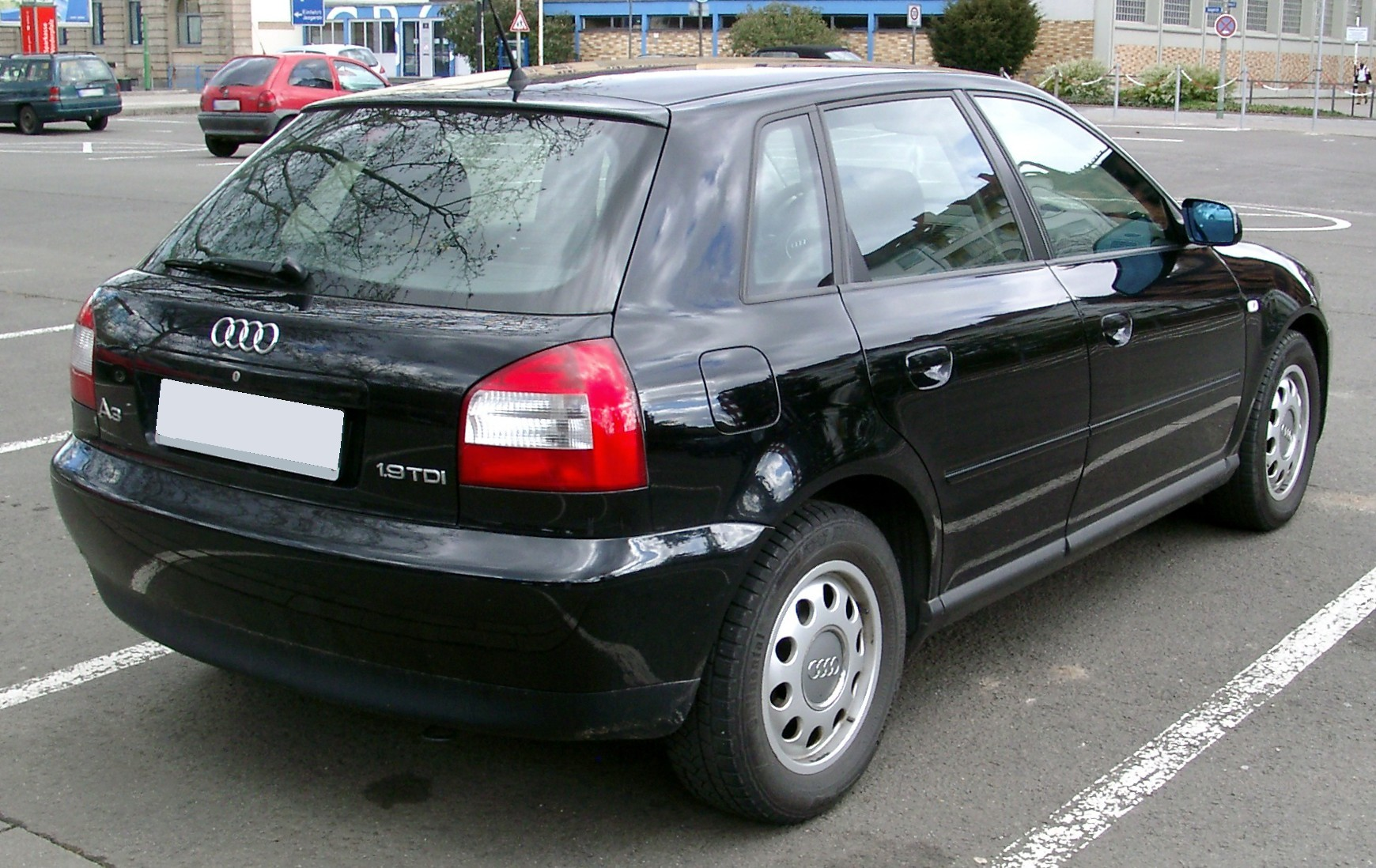
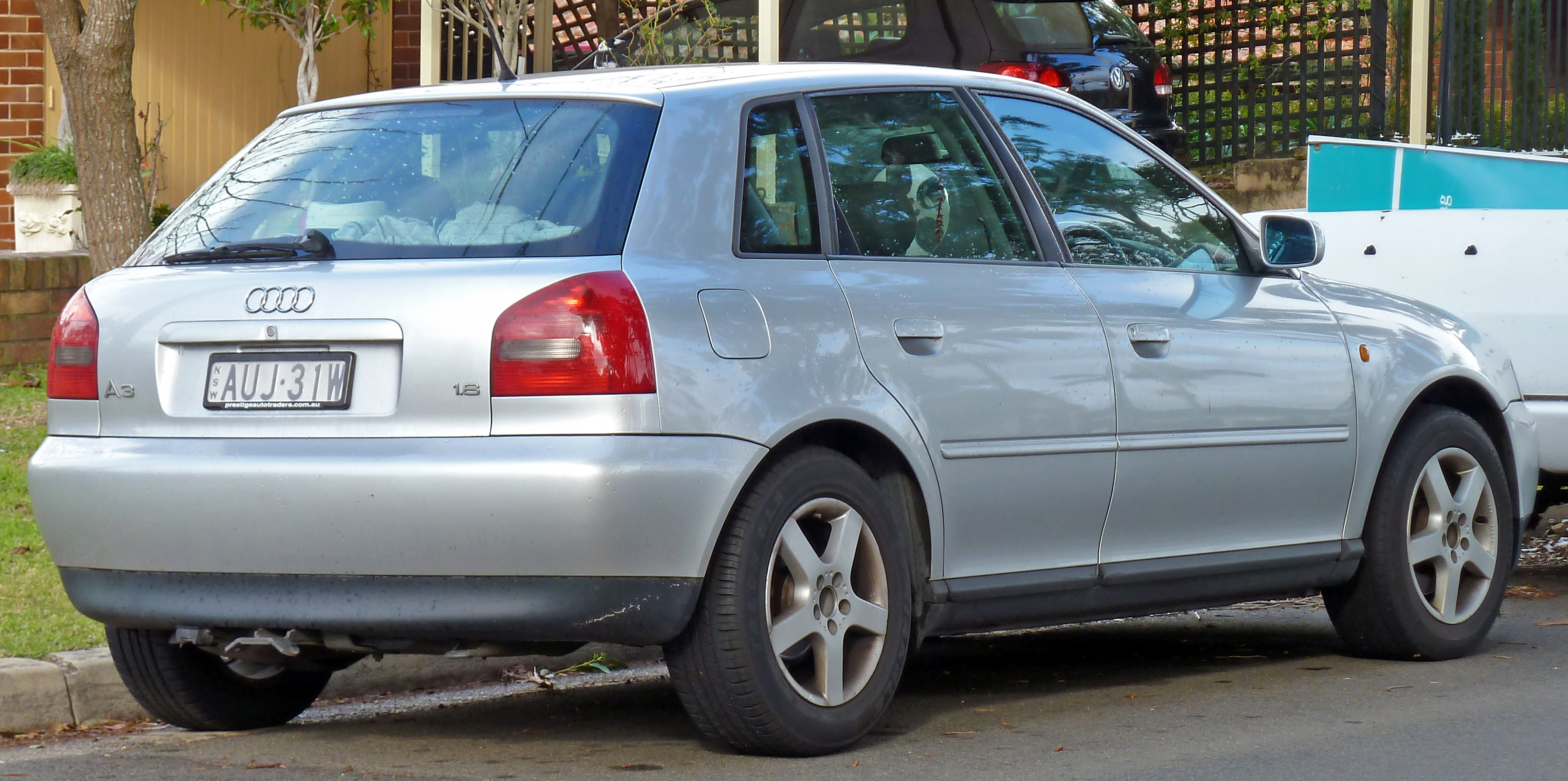
1996-2000 (дорестайлинг) 5-дв версия
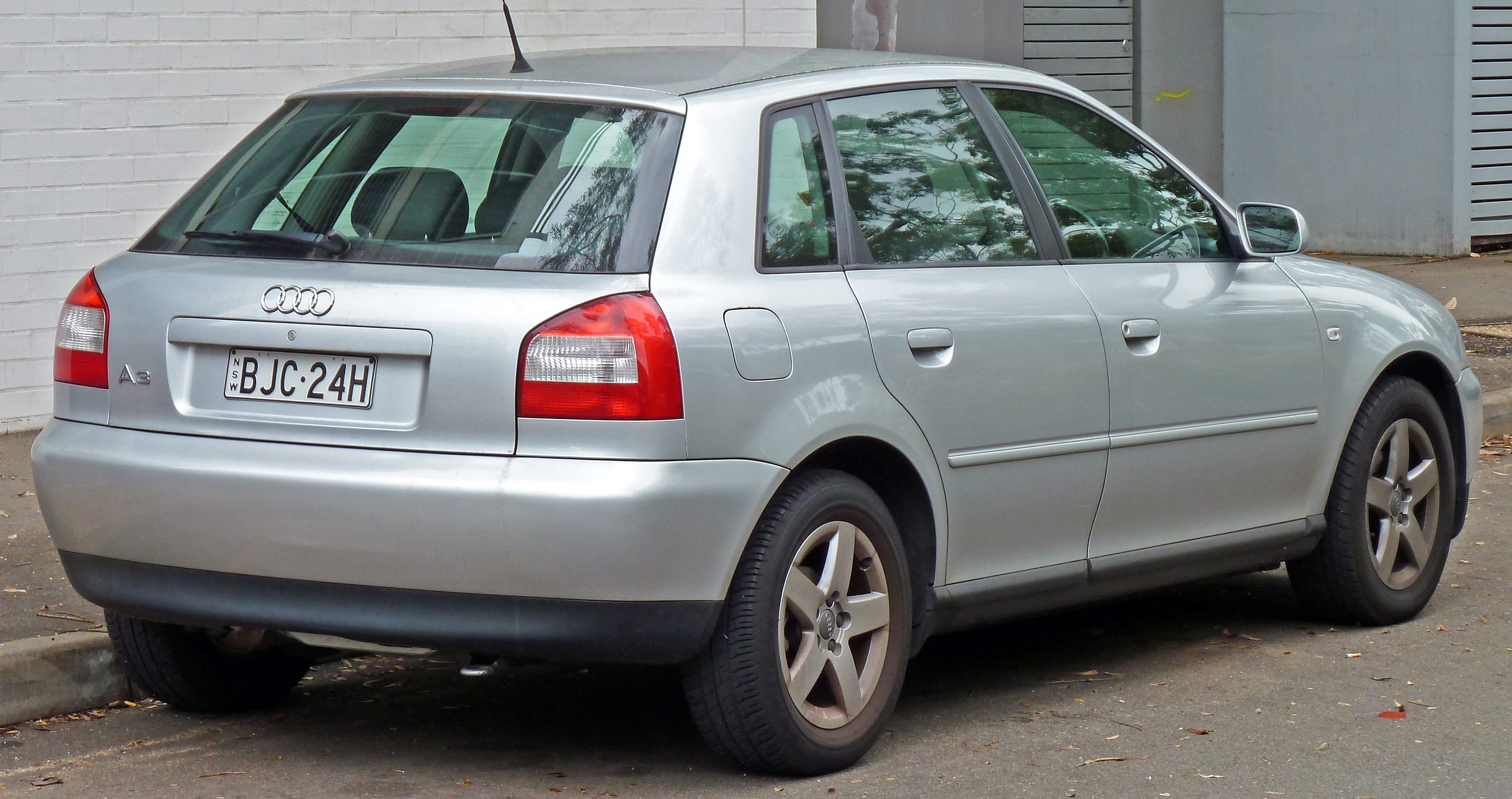
2000-2003 (рестайлинг) 5-дв версия
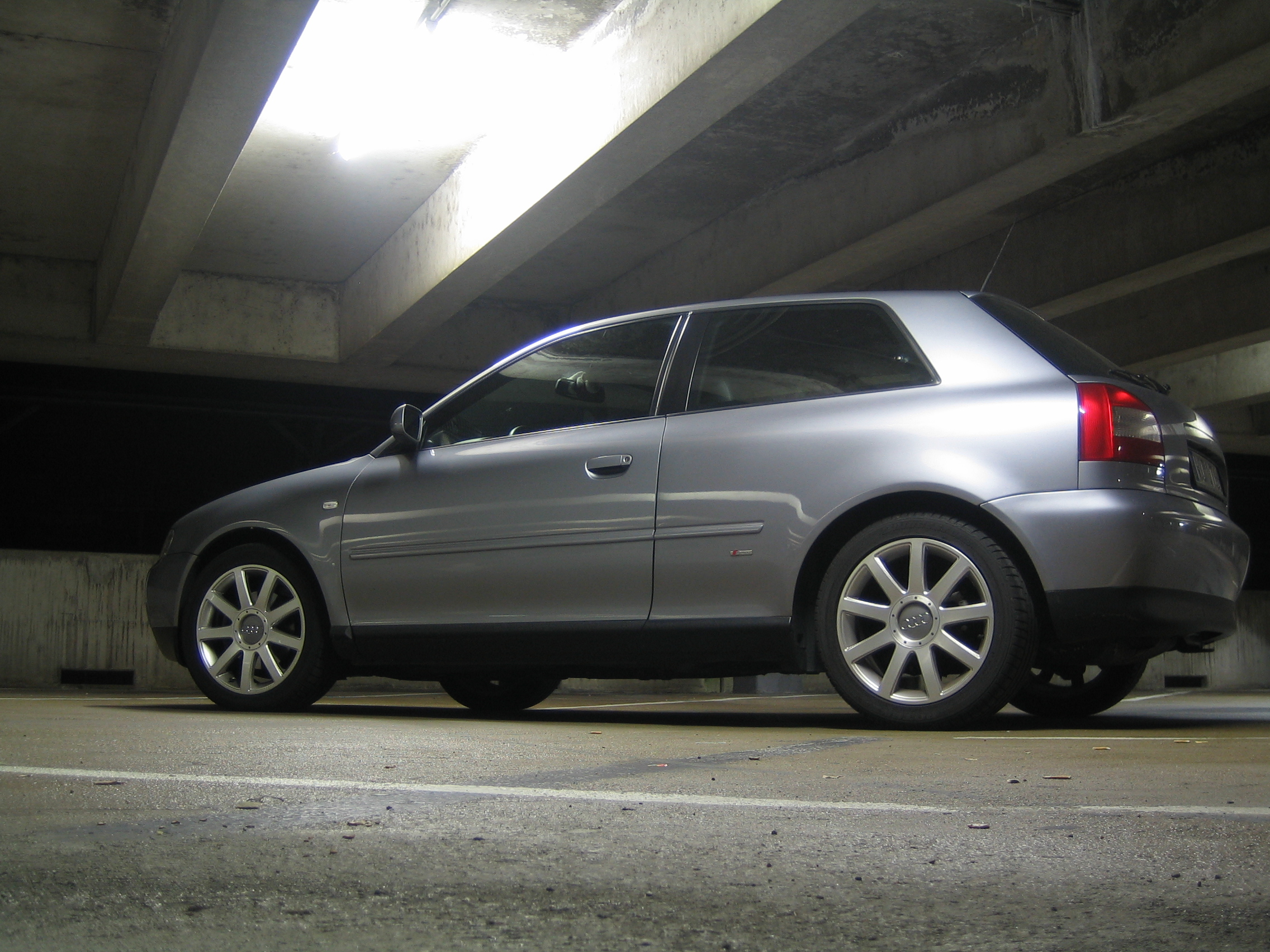
2000-2003 (рестайлинг) 3-дв версия

## Второе поколение
Впервые модель была представлена в 2003 году на Женевском автосалоне. Изначально продавался только 3-дверный хетчбэк, в июле 2004 года появилась 5-дверная версия (Sportback), а в 2008 — кабриолет. Рестайлинг происходил в 2005, 2008 и 2010 годах.

#### RS
Audi RS 3 является производной от A3 Sportback с 5-цилиндровым двигателем объемом 2480 куб. см (151 куб. дюйм) с турбонаддувом мощностью 340 л. с. (250 кВт; 335 л. с.) и крутящим моментом 450 Н·м (332), картером из чугуна с вермикулярным графитом, семиступенчатой коробкой передач S-tronic с двумя автоматическими режимами и одним ручным режимом, системой полного привода Quattro on-demand.

### Безопасность
Автомобиль прошел тест Euro NCAP в 2003 году:
| Euro NCAP                                        | Euro NCAP | Euro NCAP | Euro NCAP |
| ------------------------------------------------ | --------- | --------- | --------- |
| Рейтинги                                         | Пассажир  |           | 29        |
| Рейтинги                                         | Ребёнок   |           | 35        |
| Рейтинги                                         | Пешеход   |           | 8         |
| Протестированная модель: Audi A3 1,6; RHD (2003) |           |           |           |

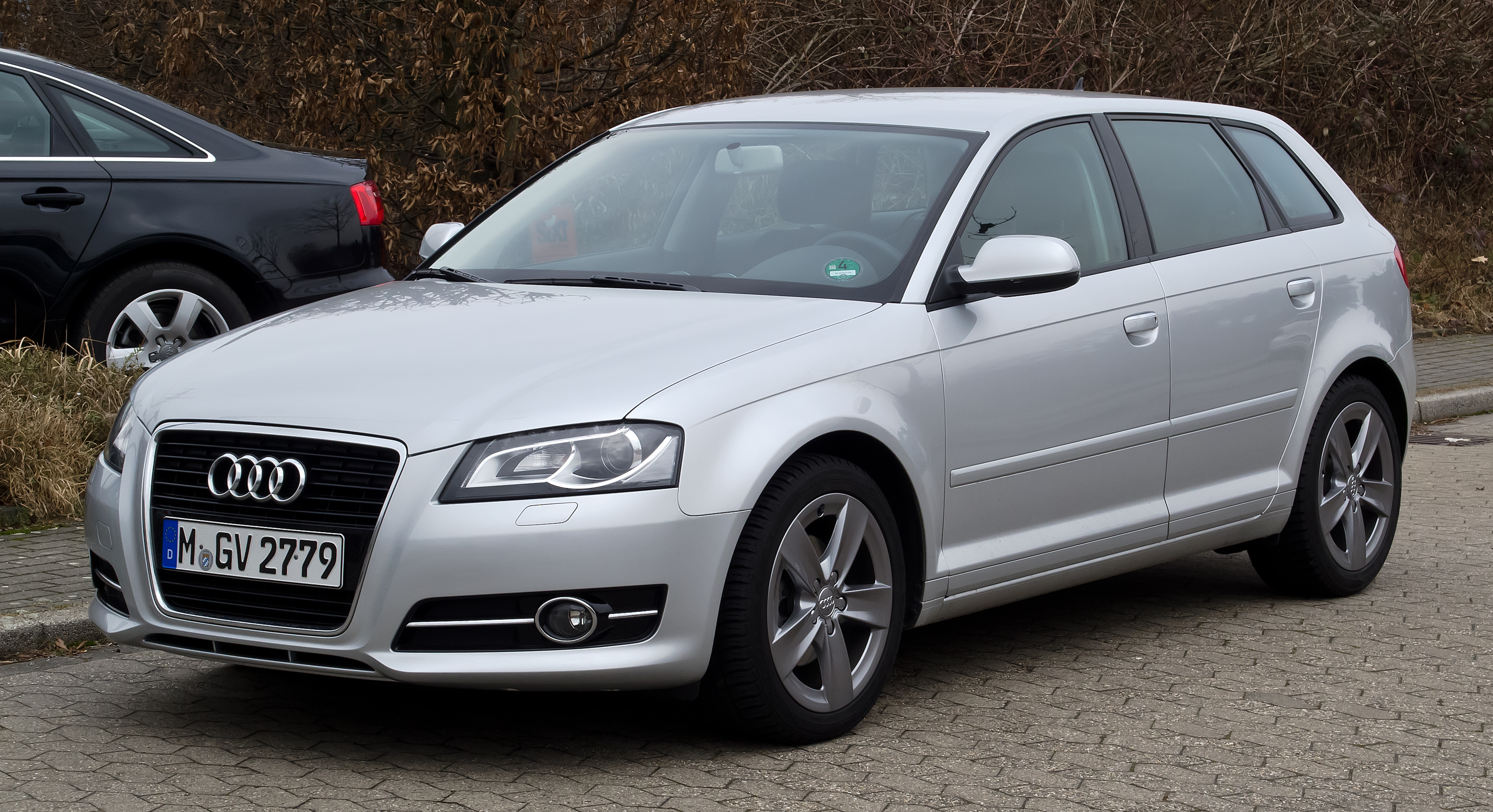
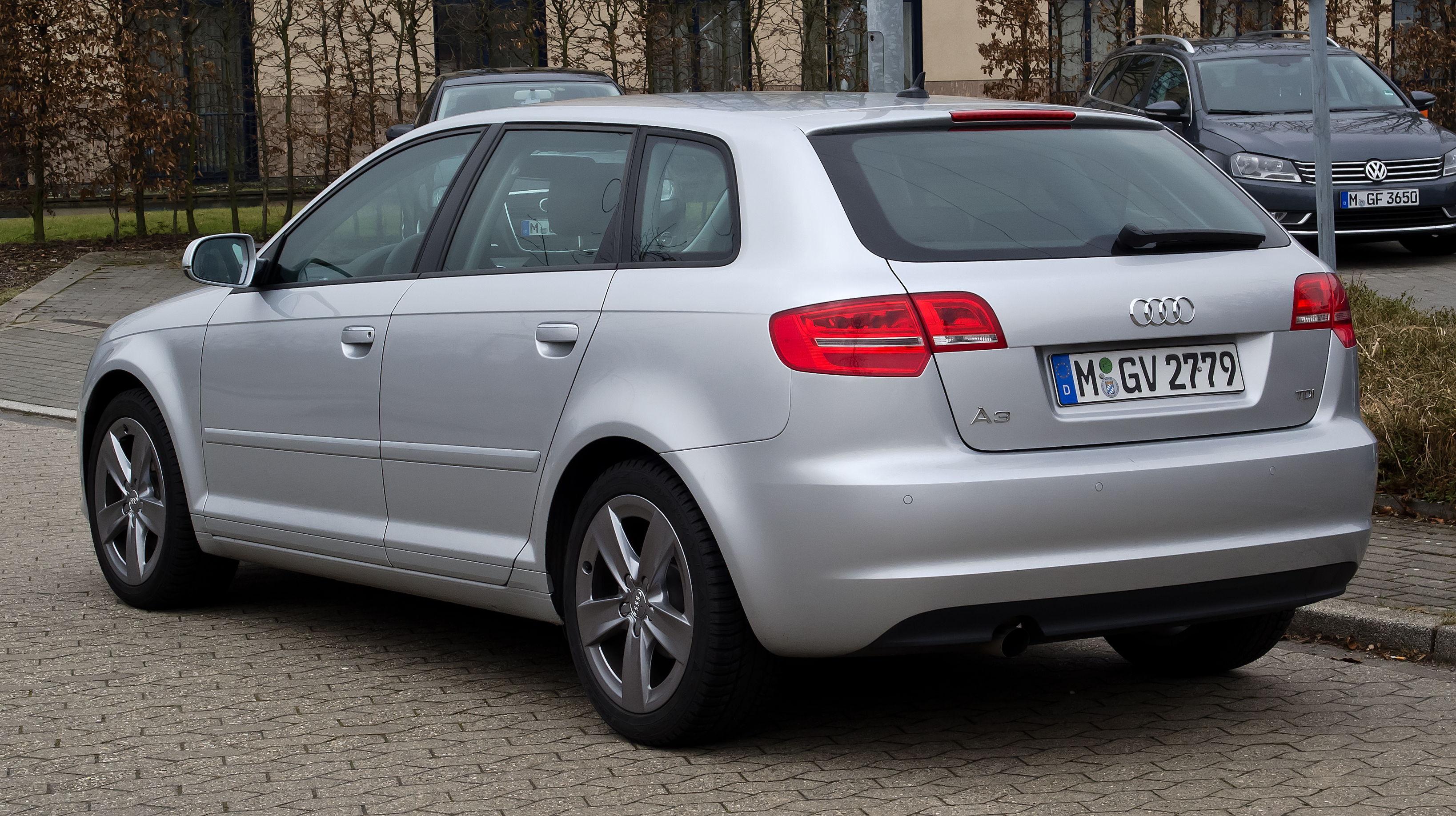
Вид сзади (5-дв версия)
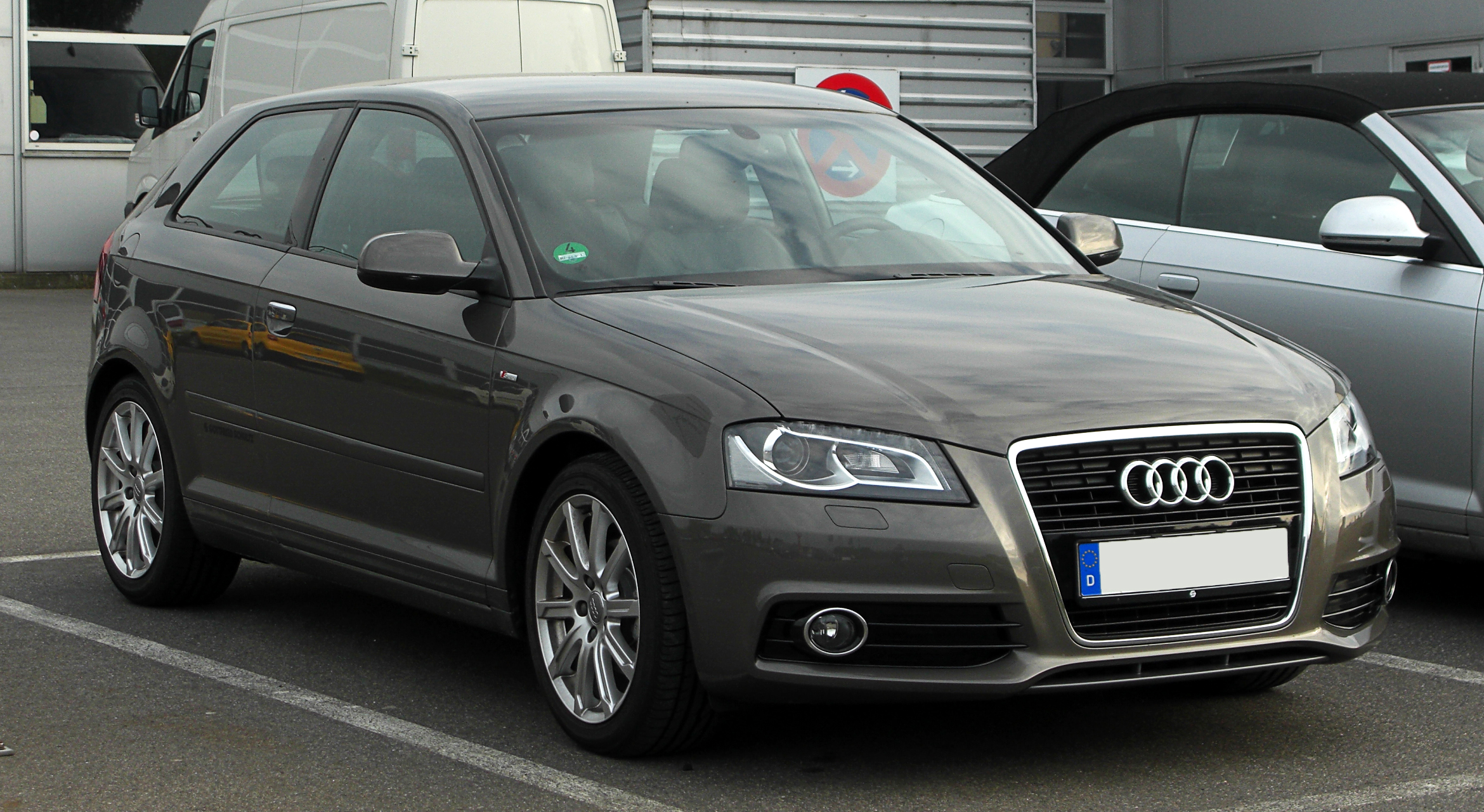
2008-2010 Audi A3 (3-дв версия)
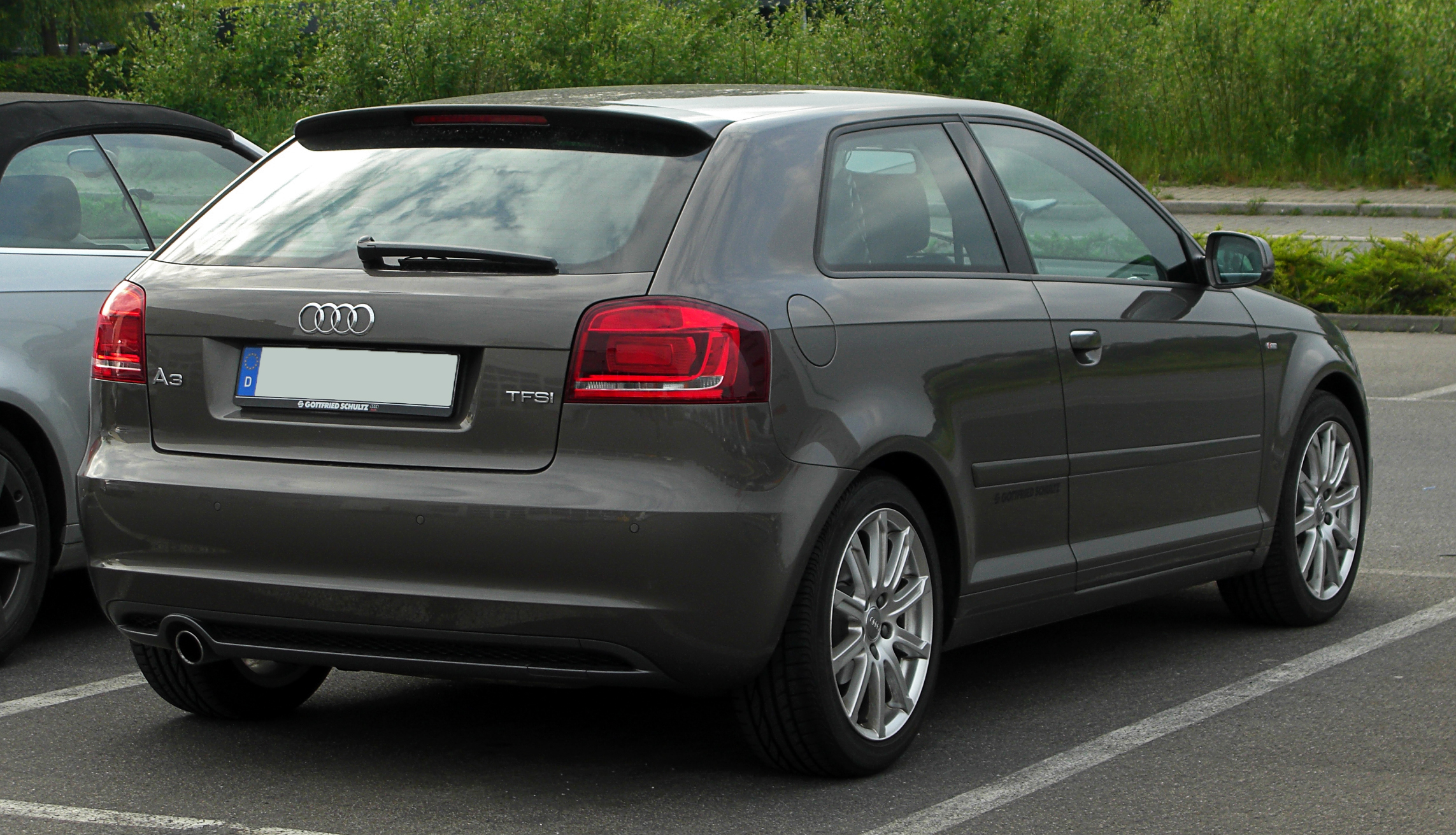
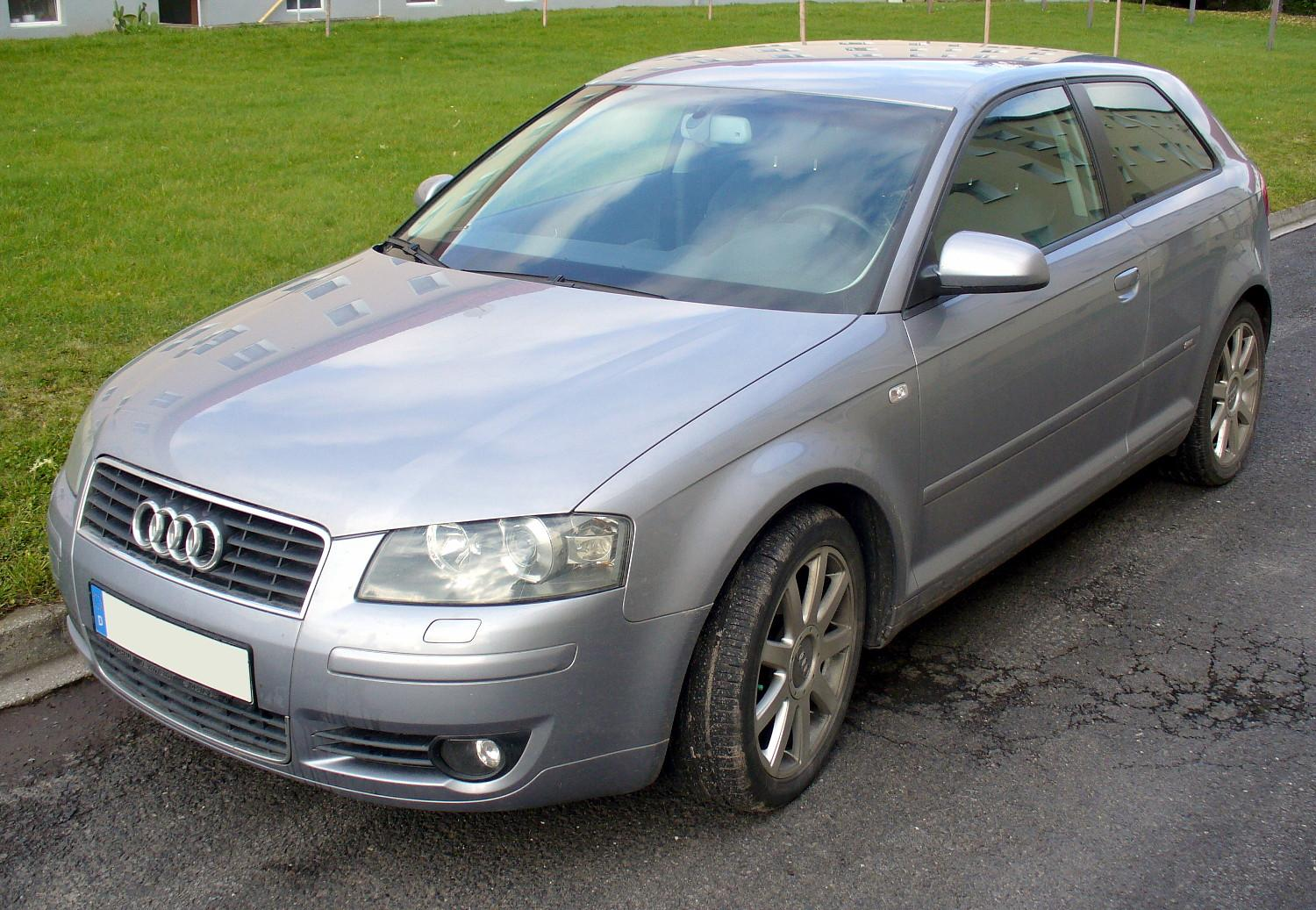
2003-2005 Audi A3 (3-дв версия)
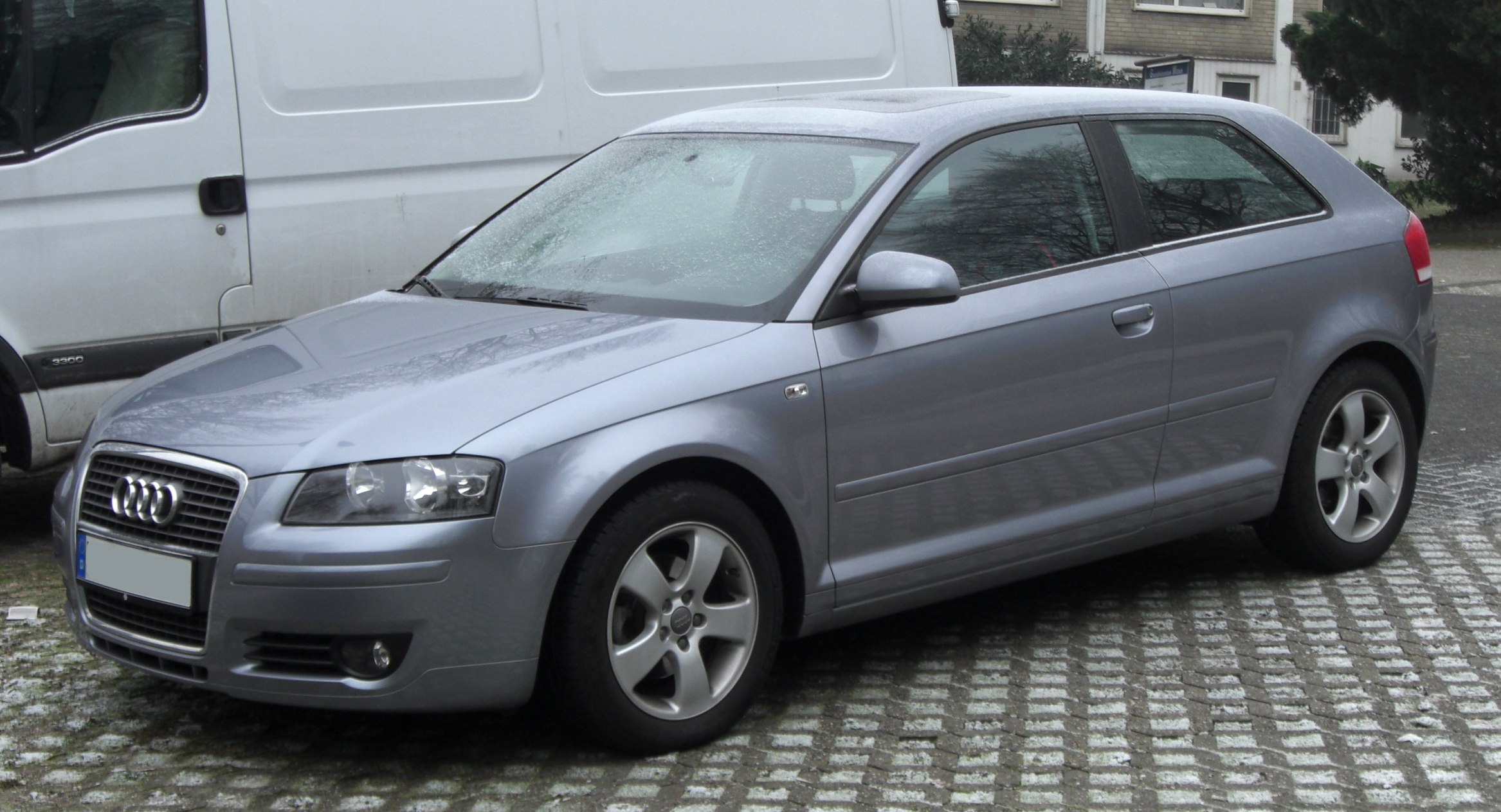
2005-2008 Audi A3 (3-дв версия)
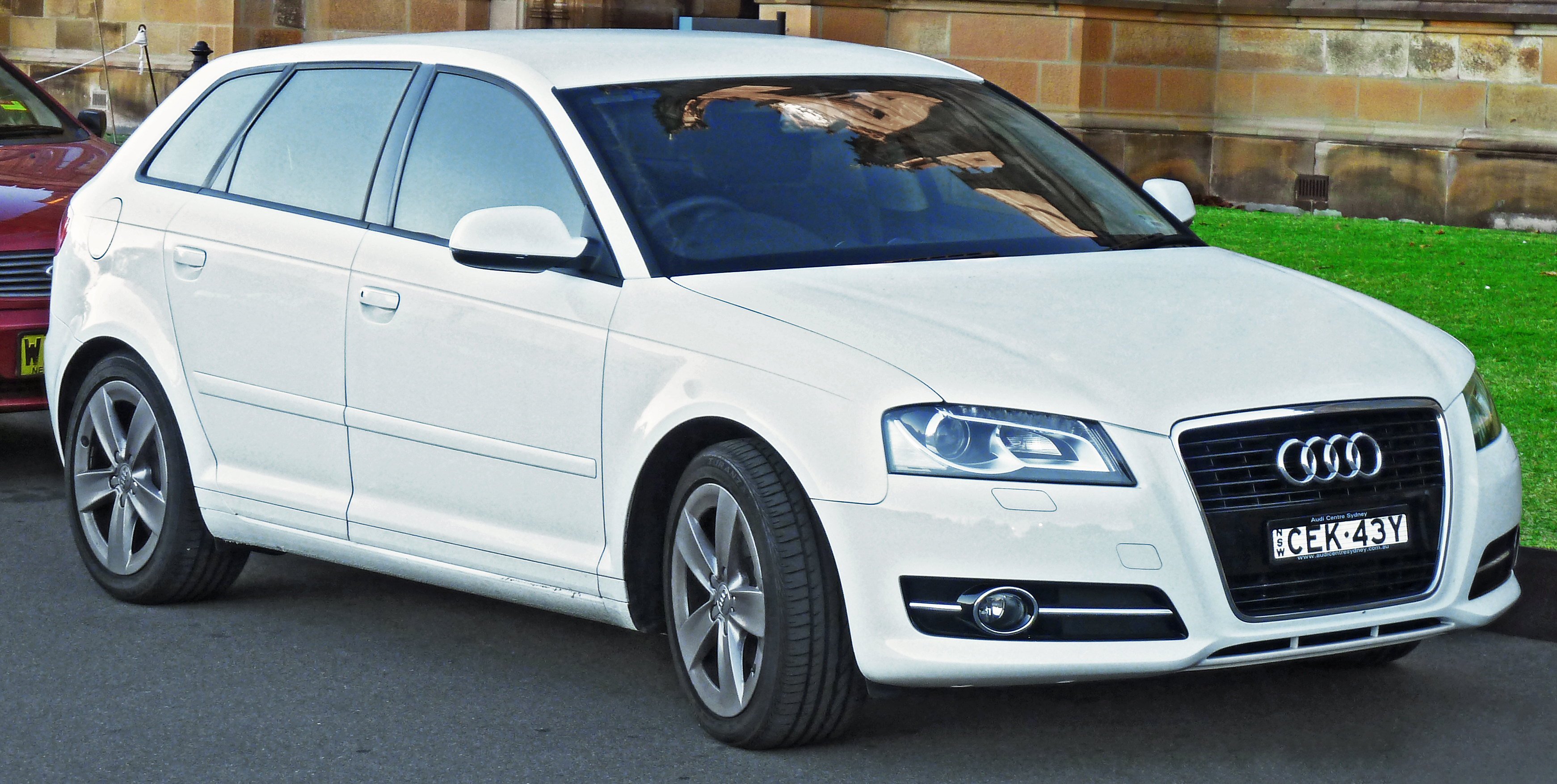
2010-2012 Audi A3
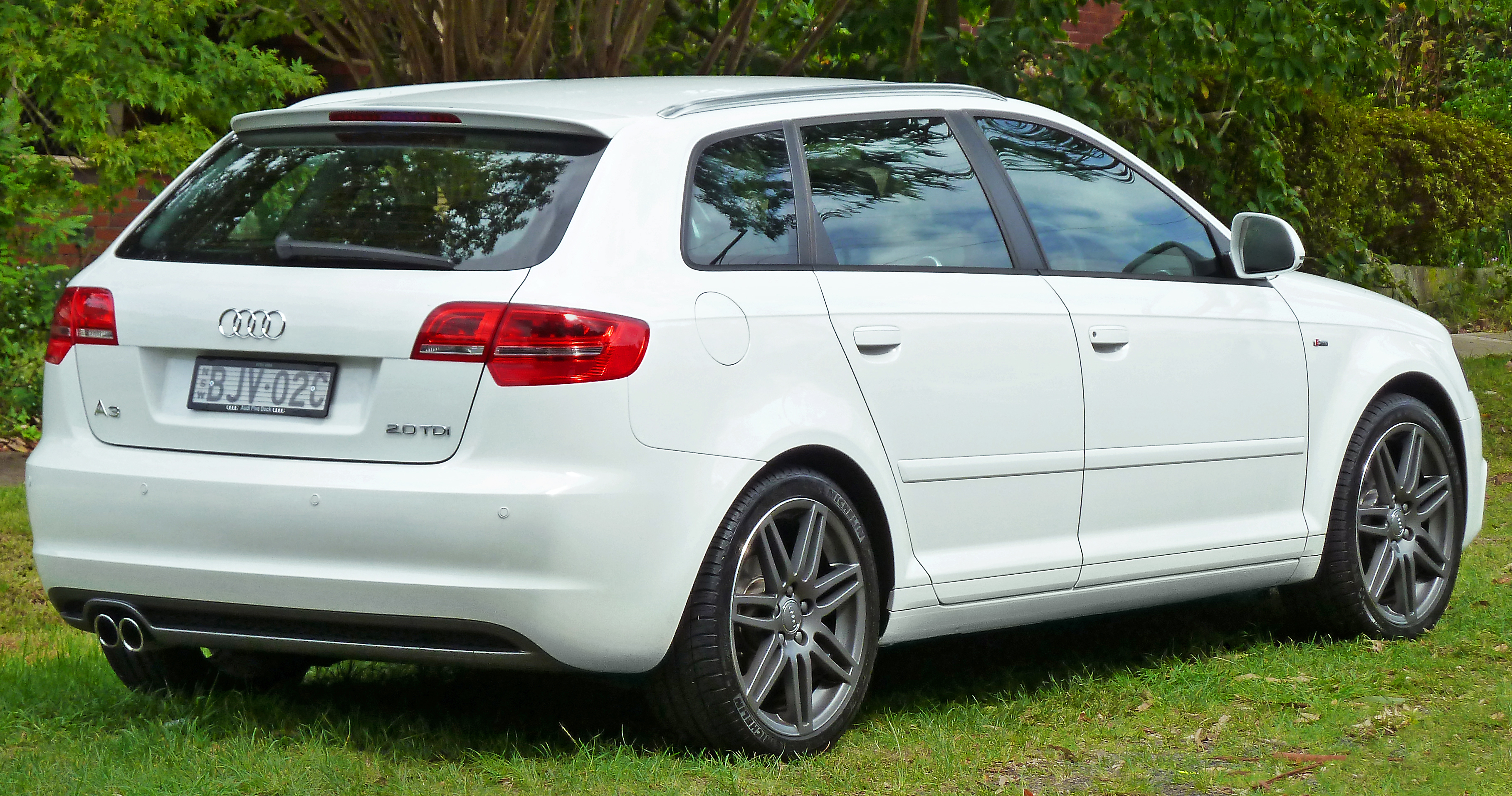
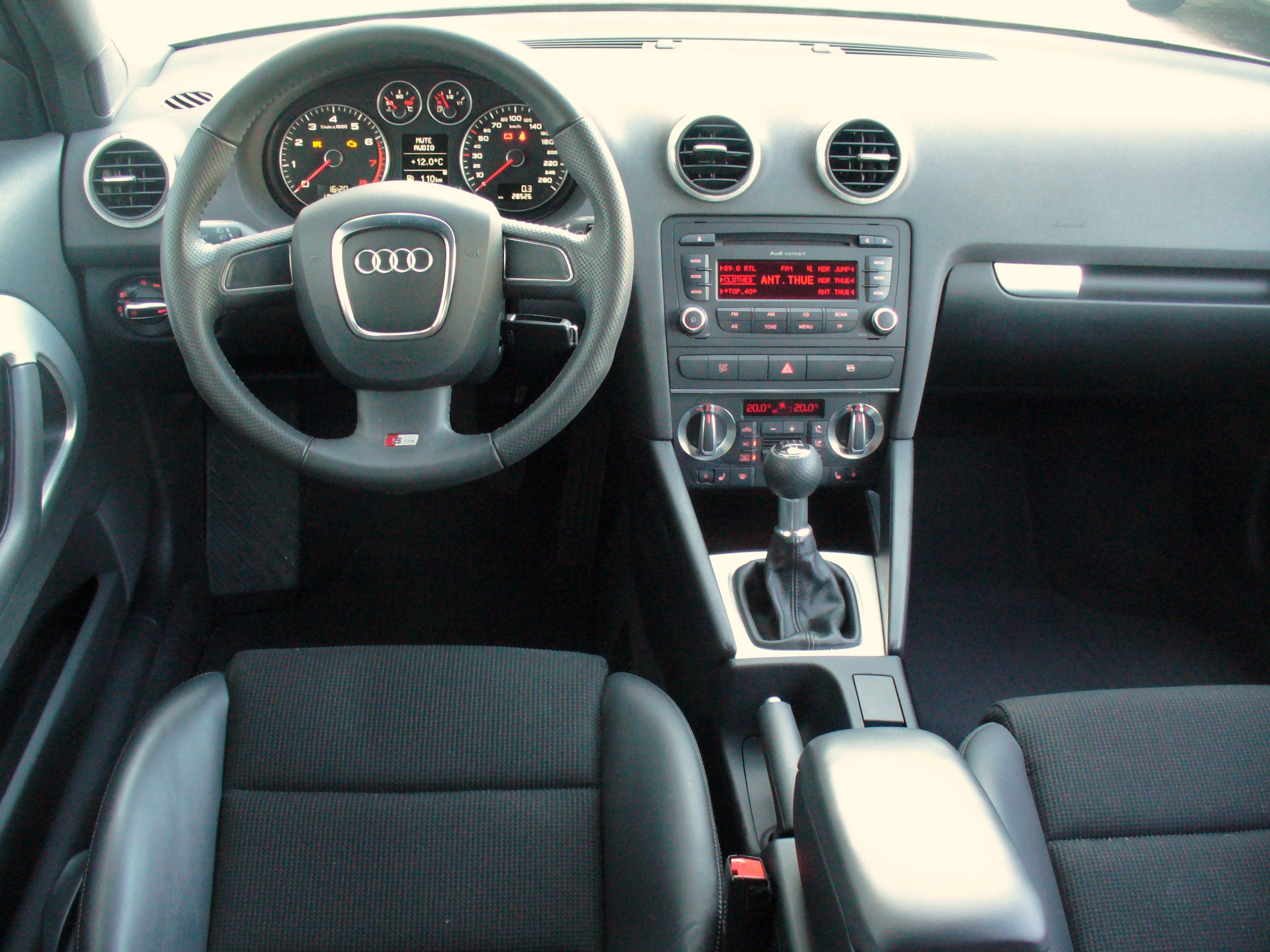
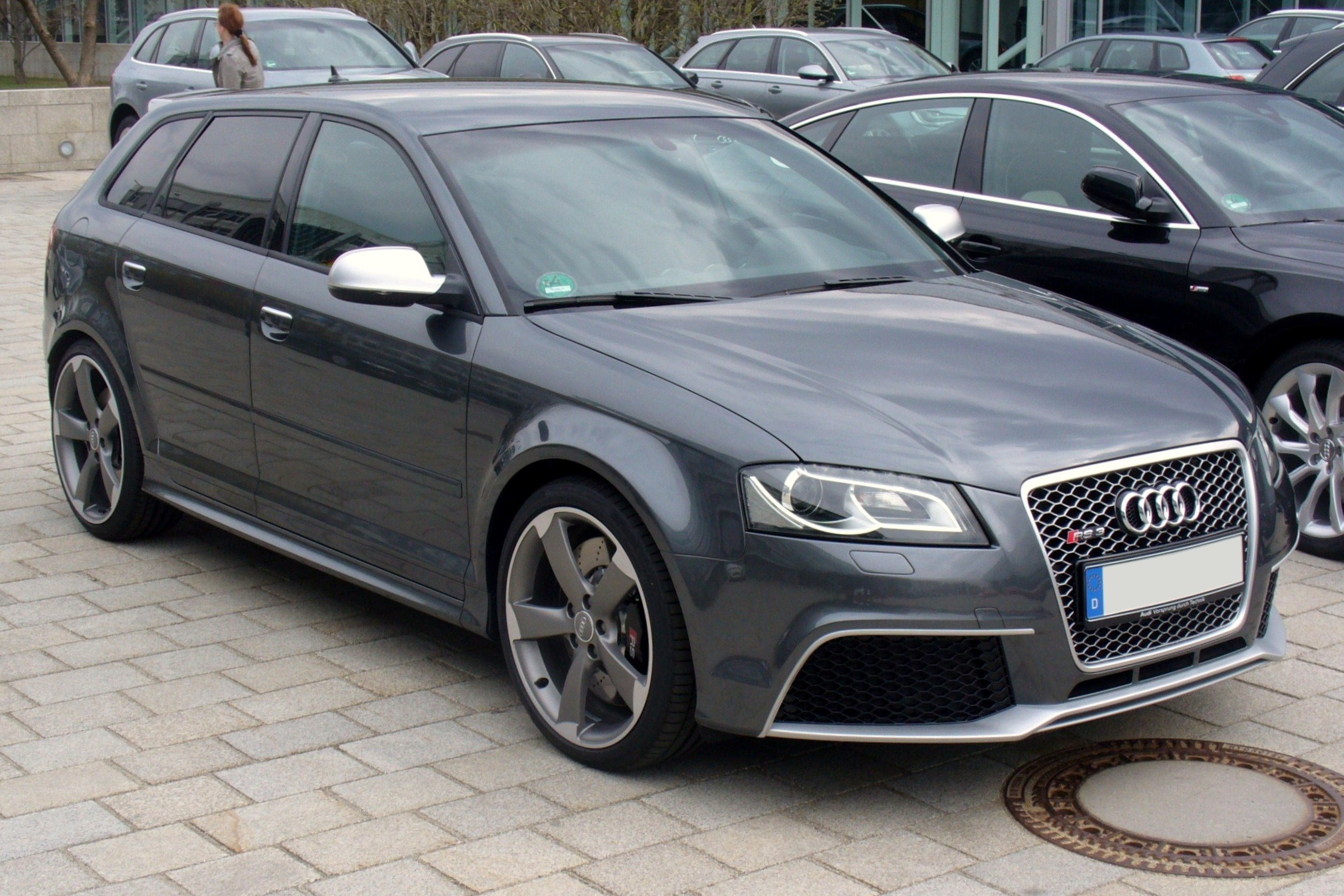
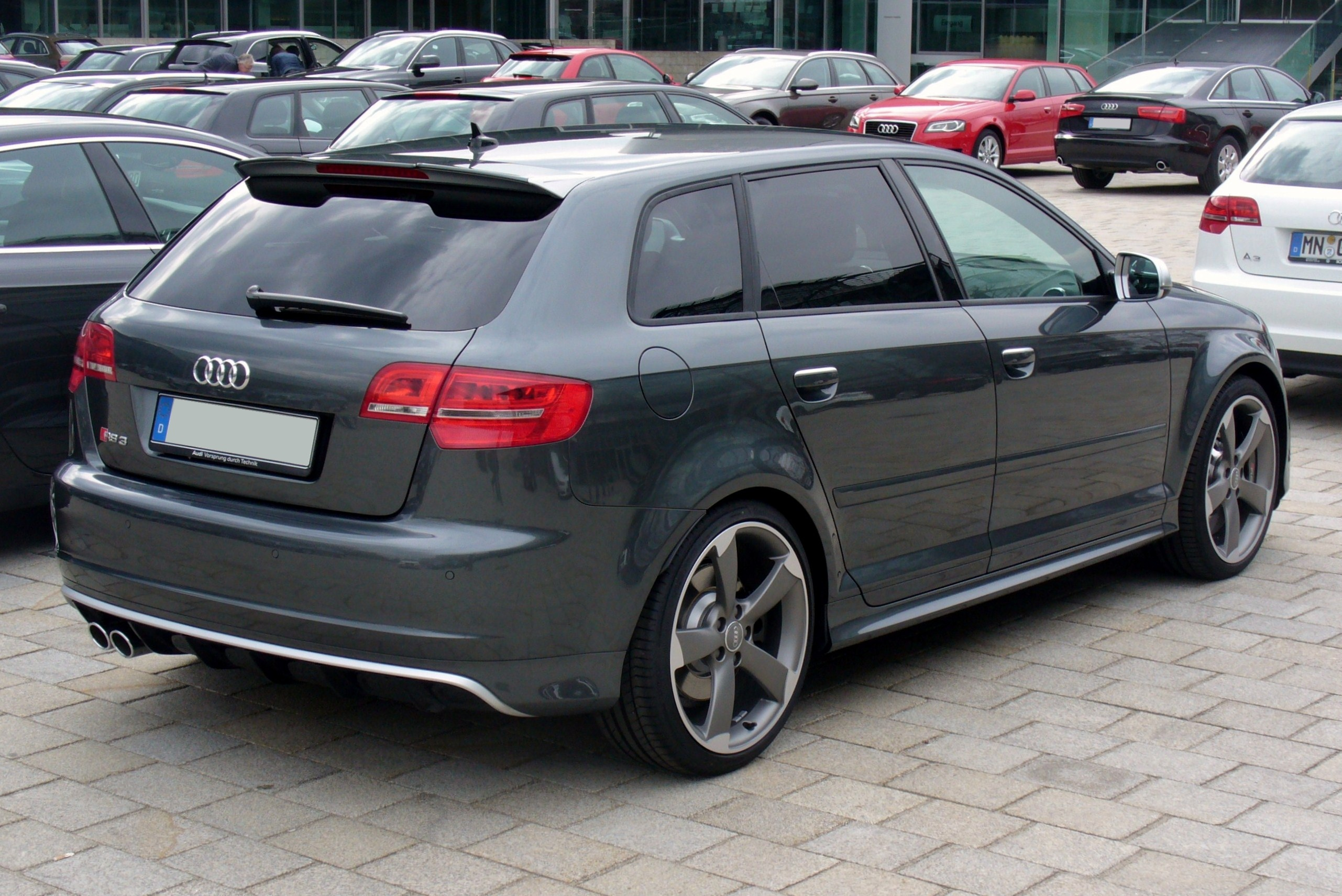

## Третье поколение
Третье поколение модели, в трёхдверной версии, было представлено на Женевском автосалоне в 2012 году. 5-дверная версия была показана в этом же году на Парижском автосалоне, её продажи в Европе начались в 2013 году. Седан был показан на автосалоне в Нью-Йорке, 26 марта 2013 года.
Модель построена на платформе Volkswagen Group MQB, третье поколение также доступно в виде пятидверного хетчбэка «Sportback» и четырёхдверного седана, который напрямую конкурирует с Mercedes-Benz CLA.
Технической особенностью нового поколения A3 является развлекательная медиа система, с возможностью распознавания рукописного ввода и адаптивным круиз-контролем. Спереди используется подвеска типа Макферсон, сзади — многорычажная алюминиевая. Также на модели как опция устанавливается фирменный полный привод quattro. Для Российского рынка предоставляются модели с повышенным дорожным просветом, который на 25 миллиметров выше стандартного просвета в 140 мм и равен 165 мм.

### S3
На третье поколения серии S3 устанавливается 2-литровый бензиновый двигатель с турбонаддувом — TFSI мощностью 221 кВт (300 л.с.). В двигатель были установлены новые поршни, усиленные шатуны и новый распредвал. Головка цилиндров изготовлена из более нового сплава алюминия, что придало голове более высокую прочность и термостойкость. Двигатель выдает 380 Н·м крутящего момента при ровной полке момента, в диапазоне от 1,800 до 5,500 об/мин.
Двигатель весит 148 кг, что на 5 кг легче, чем в предыдущем поколении. Двигатель S3 2.0 TFSI способен разгоняться до 100 км/ч за 5.4 секунды с механической коробкой передач (5.1 секунды с роботом S Tronic).
После рестайлинга 2016 года мотор стал развивать 310 л. с. и 400 Нм.

### A3 Sportback

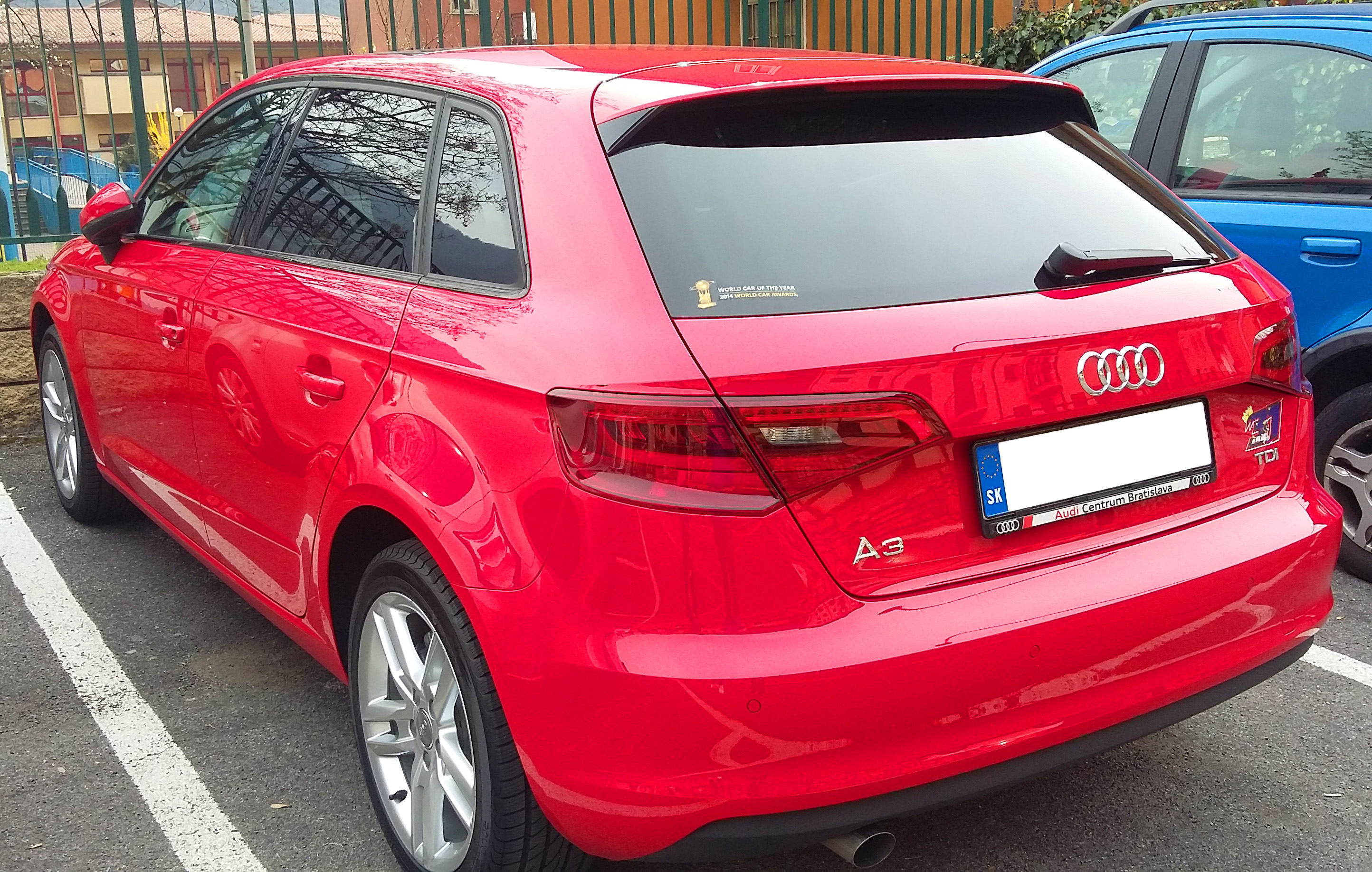

Третье поколение отличается увеличенной колёсной базой на 50 мм и на 40 мм более широкой передней колеёй, чем на предыдущей модели. Другой особенностью является выбор расцветки кузова, предоставляется 13 вариантов покраски кузова (три сплошным цветом, восемь — металликом и два — жемчужным эффектом), дополнительный пакет опций, добавляется глянец вокруг окон. На все модели двигателей ставится шестиступенчатая механическая коробка передач (опция робот S-Tronic), в зависимости от комплектации, устанавливаются: 16- или 17-дюймовые диски (опция 18-дюймовые диски), система Audi Drive Select (стандартная в комплектации «Ambition»), и дополнительная система электромагнитного управления заслонкой.

#### g-tron
Это версия A3 Sportback с двигателем 1.4 TFSI (110 л.с.), работающем на природном газе, или Audi e-gas на синтетическом метане. Бензобак изготовлен из газонепроницаемого полиамидного полимера, углеродного волокна из армированного полимера и армированного стекловолокном полимера. Синтетический метан производится из отходов биогазовой установкой Werlte, управляемой энергосетевой компанией EWE (нем.).
Начало серийного производства намечено на конец 2013 года.

#### e-tron

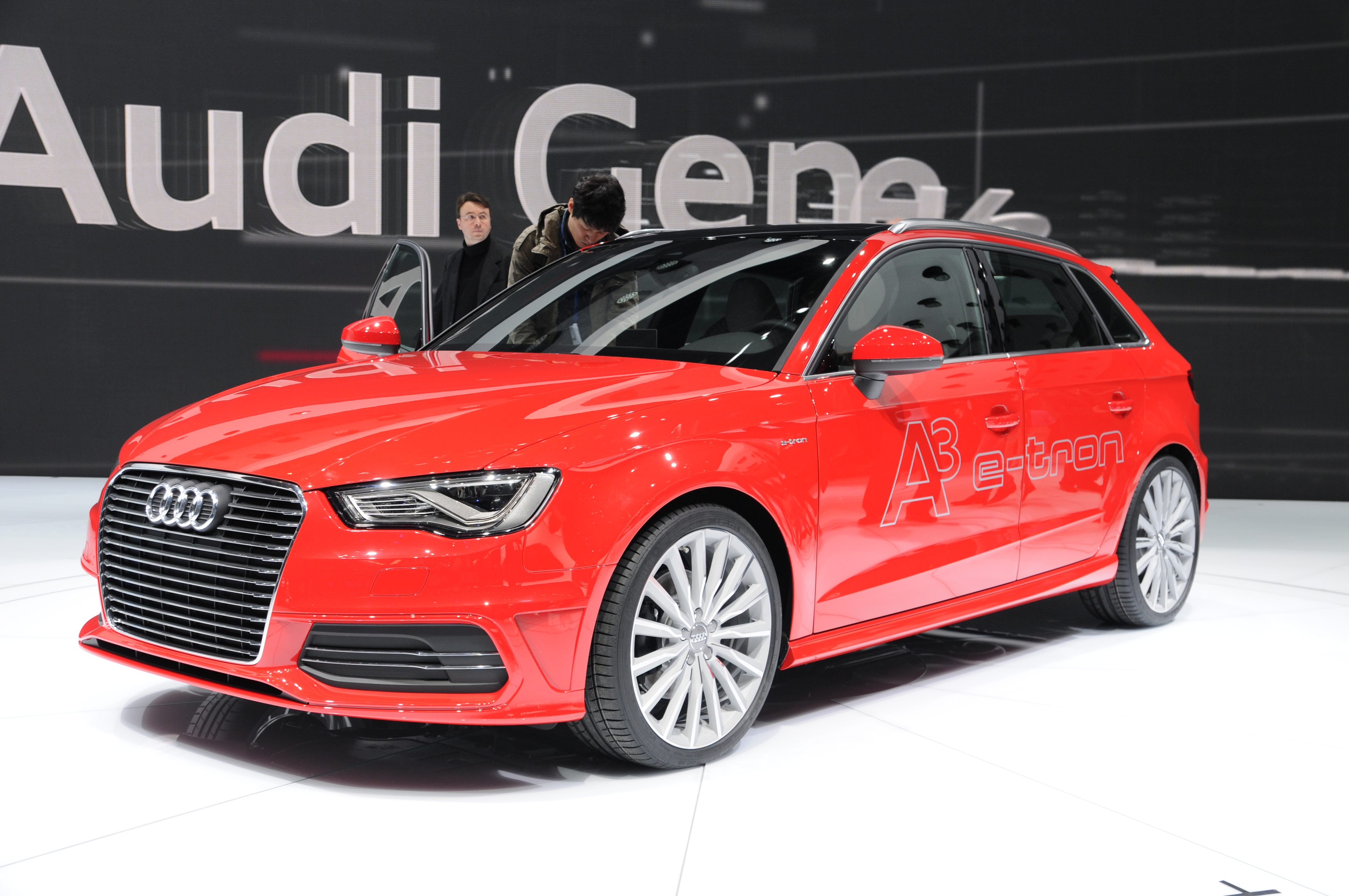
Гибридный Audi A3 Sportback e-tron на автосалоне в Женеве.

Модель представляет собой гибридный концепт-кар, представленный в 2013 году на Женевском автосалоне. В мае 2013 года Audi подтвердила своё решение начать производство гибридной версии Audi A3 Sportback e-tron, старт розничных продаж начнется в конце 2013 года в Европе, в середине 2014 года — в США и Великобритании.
На модель устанавливается 1.4 литровый бензиновый двигатель L TFSI, обеспечивающий 148 л.с. и 184 Н·м крутящего момента, в сочетании с 101 л.с. электродвигателем, который интегрирован в шестиступенчатую автоматическую коробку передач с двойным сцеплением, суммарная мощность автомобиля — 201 л.с. и 243 Н·м крутящего момента. Автомобиль комплектуется литий-ионным комплектом батарей, емкостью 8.8 кВт·ч, запас хода на электротяге 50 км по стандарту NEDC. От бытовой розетки аккумуляторы полностью зарядятся за четыре часа, а на специальных станциях — за два. Максимальная скорость гибрида — 220 км/ч, автомобиль разгоняется до 100 км/ч за 7.6 секунды. Согласно расчётам Audi выбросы CO2 составят 35 г/км.
В сентябре 2013 года на Франкфуртском автосалоне Audi назвала дату начала продаж — автомобиль будет доступен в Европе весной 2014 года по цене 37,000 €. На российском рынке, цены начинаются от 850 000 рублей.

#### Рестайлинг
Весной 2016 года всё семейство Audi A3 претерпело модернизацию: обновленная внешность, пересмотренная моторная линейка, более богатое оснащение и современные технологии.

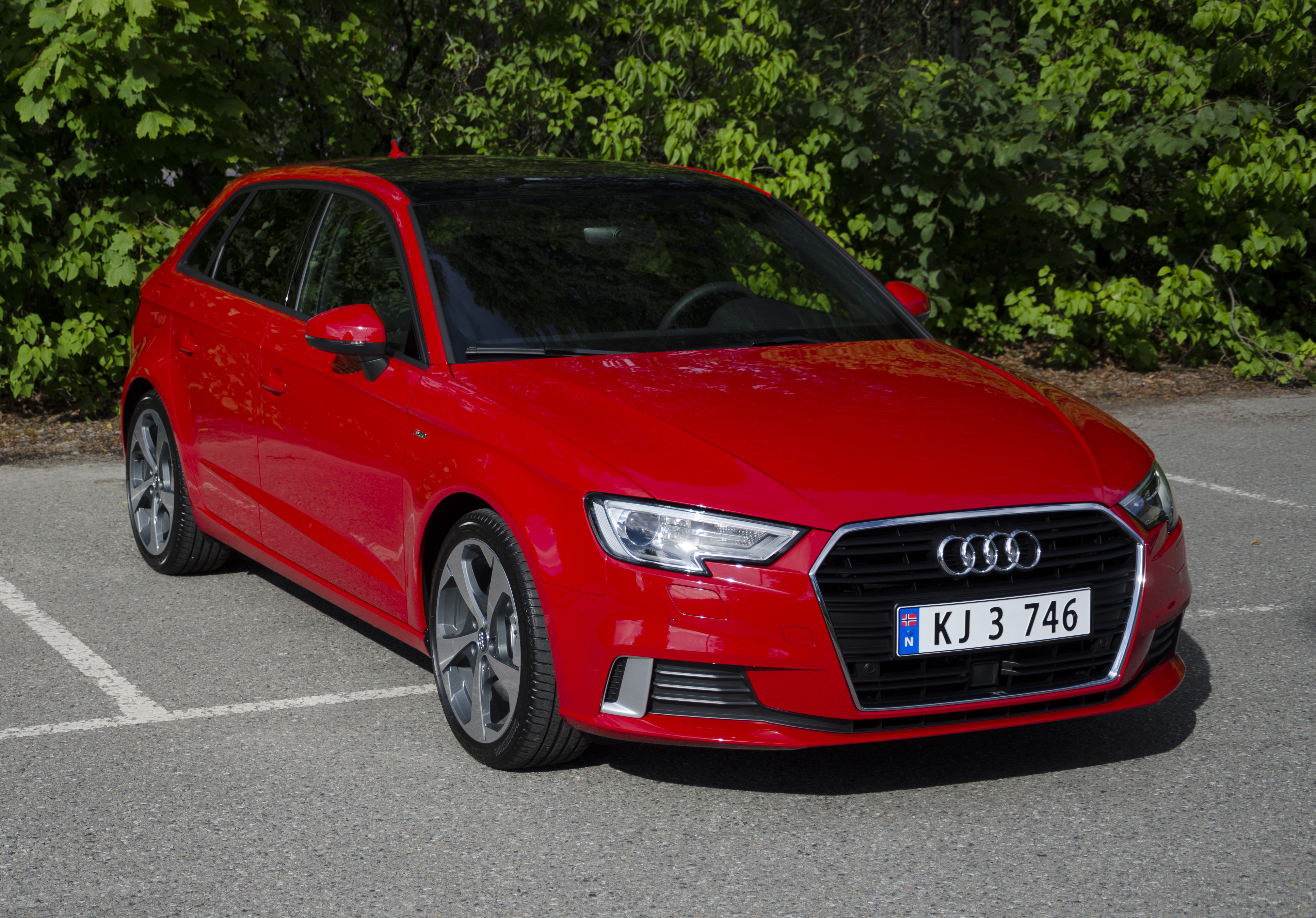
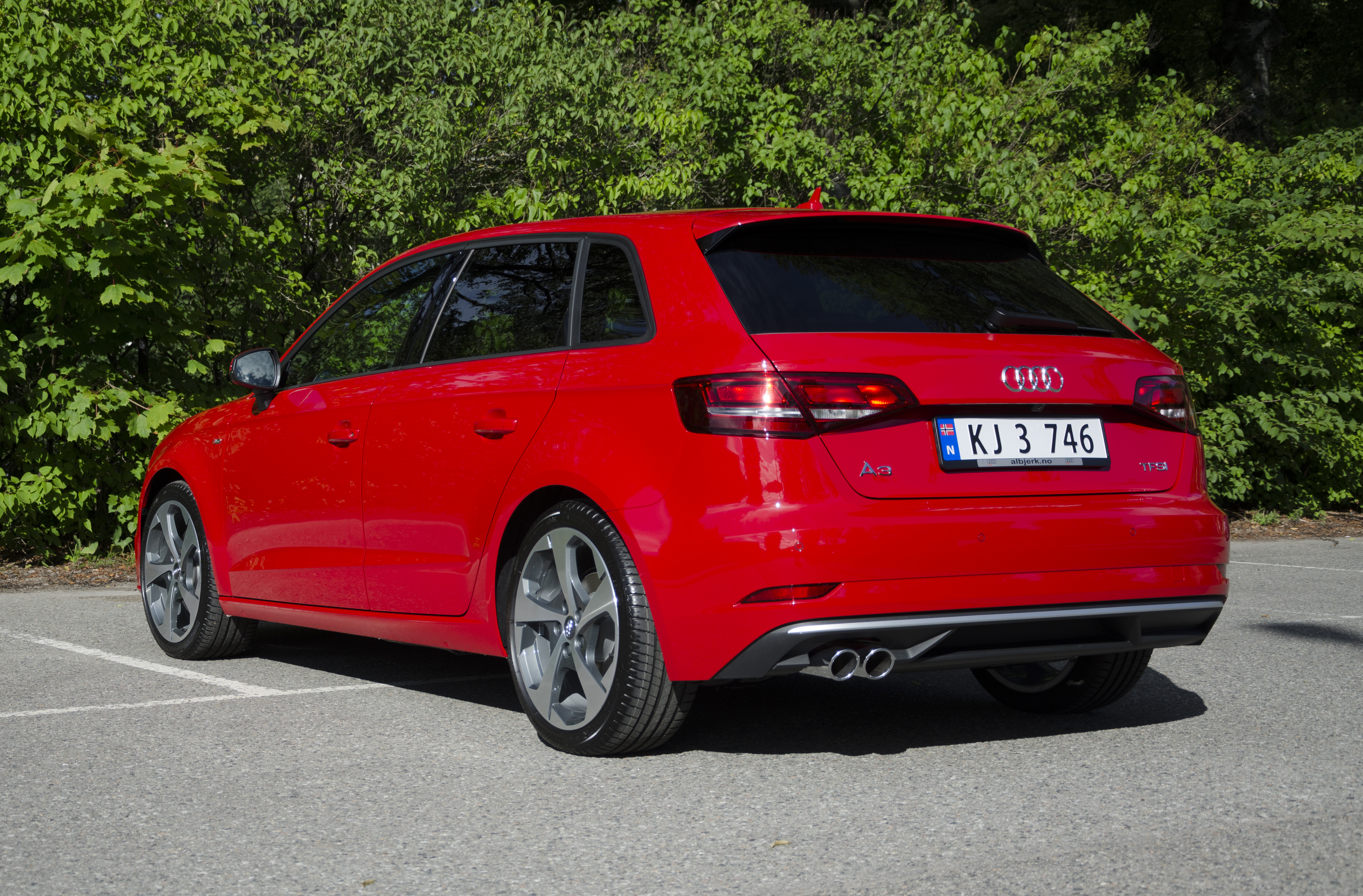

### Безопасность
Автомобиль прошел тест Euro NCAP в 2012 году:
| Euro NCAP                                                     | Euro NCAP | Euro NCAP | Euro NCAP             |
| ------------------------------------------------------------- | --------- | --------- | --------------------- |
| · общий рейтинг                                               |           |           |                       |
| 95%                                                           | 87%       | 74%       | 86%                   |
| взрослый пассажир                                             | ребёнок   | пешеход   | активная безопасность |
| Протестированная модель: Audi A3 1,4 «Attraction», LHD (2012) |           |           |                       |

## Награды
- Награда «Золотой руль» от журнала «Bild am Sonntag» (1996 год)
- Награда «Автотрофей» от журнала «Autozeitung» (1997 год)
- Лучший Автомобиль по версии читателей журнала «Auto, Motor und Sport» (1997, 1999, 2000 года)
- Бразильский автомобиль года (2000 год)
- Южноафриканский автомобиль года (2006 год)
- Всемирный автомобиль года (2014 год)